# Ting Forsvinder
|  | Denne artikel er oprettet af botten PalnaBot ud fra en ekstern database. Den kan derfor have sproglige fejl eller mangler. Denne skabelon kan fjernes efter kontrol af indholdet. |

Ting Forsvinder er en eksperimentalfilm instrueret af Erik Slentø efter manuskript af Morti Vizki.

## Handling
Forsvindende ting.